# بوداسف

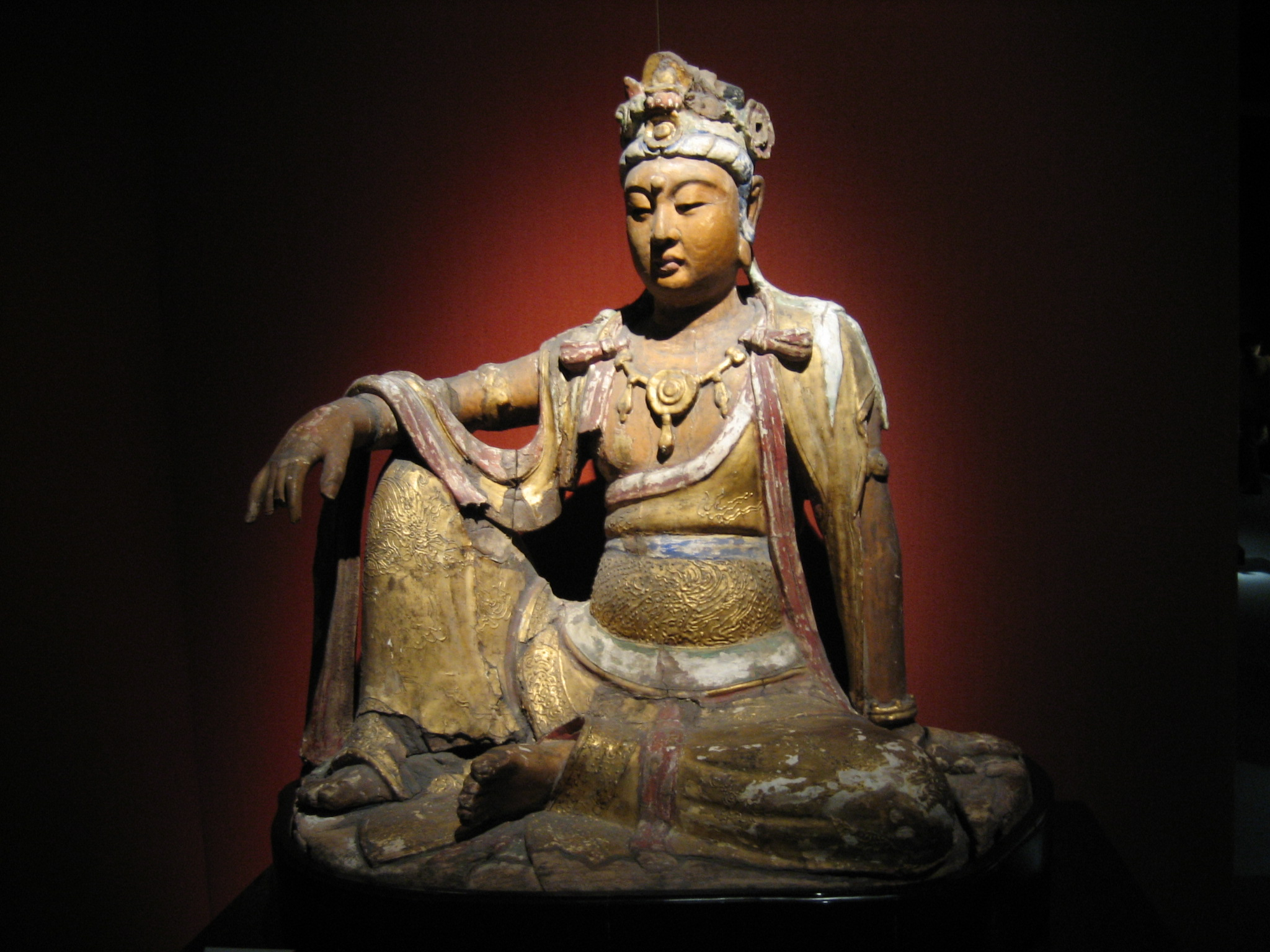
تصوری از یک بوداسف به صورت مجسمه‌ای چوبی. دورهٔ دودمان چینی سونگ (۱۲۷۹–۹۶۰). موزهٔ شانگهای.

در اندیشه‌های بودایی به موجوداتی که به همه موجودات هوشمند دیگر کمک می‌کنند تا به مرحله بیدار شدن روحانی (بوداگی) برسند بوداسَف (بیداروجود) یا بودی‌سَتوا گفته می‌شود. در آیین بودایی ماهایانا، بودیساتوا، انسانی که همه چیزهای لازم را برای ورود به نیروانا انجام داده‌است، اما تصمیم می‌گیرد پاداش خود را برای کمک به سایر انسان‌ها به تعویق اندازد تا آنان نیز بتوانند به نیروانا برسند.
واژه بوداسف در ادبیات فارسی پیشینه دارد و از واژه سانسکریت بودی‌سَتوا مشتق شده‌است. بوداسف در چینی 菩萨 (پوسا) ، در ژاپنی 菩薩 (بُساتسو)، در کره‌ای (보살)بُسال و در سانسکریت बोधिसत्त्व (بودی‌سَتوا) نامیده می‌شود که از نظر لغوی به معنای بیداروجود است.
بوداگرایی دو شاخه اصلی دارد یکی راه کوچک (هینایانه) و دیگری راه بزرگ (مهایانه). پیروان هینایانه بر این باورند که افرادی که به مرحله بیداری و بودا شدن رسیده‌اند تک تک به فراسو می‌روند و دیگر کاری به این جهان ندارند. هینایانه‌ای‌ها این افراد را اَرهت یعنی آدمهای باارزش می‌نامند. اما مهایانی‌ها بر این باورند که کسانی که دریای بیکران حق و راستی را دریافتند باید در کنار درگاه حق بمانند و بکوشند تا بقیه موجودات را هم به سوی حق و حقیقت بکشانند. همین افراد هستند که در ادبیات بودایی به بوداسف شناخته می‌شوند.
بوداسف‌ها اینکار را از روی مهرورزی به همه موجودات می‌کنند؛ یعنی آن‌ها همه موجودات را به چشم نمودهایی از جهان حق می‌بینند و به همه مهر می‌ورزند و می‌کوشند تا دیگران را نیز مانند خود بسوی رستگاری و حق یابی بکشند.

## تراوادا: بوداسف
در سده‌های پالی که متن‌های پایهٔ بودیسم تراوادا را تشکیل می‌دهند، واژهٔ بوداسف (بودیستوه) به بودا پیش از رسیدن به روشن‌ضمیری کامل یا همان نیروانه اشاره دارد. در لحظه‌ای که او به این روشن‌ضمیری دست یافت، دیگر بوداسف نبود بلکه به بودا بدل شد. در سوتاهای سده‌های پالی، بودا بارها از عبارت «وقتی هنوز یک بوداسف بودم» استفاده می‌کند؛ او با این عبارت به زندگی کنونی‌اش پیش از سی‌وپنج سالگی اشاره دارد، یعنی زمانی که به مقام بودایی رسید. در جاتکه‌ها نیز واژهٔ بوداسف به زندگی‌های پیشین بودا اشاره دارد. بنابراین، بوداسف فردی روشن‌ضمیر نیست، بلکه کسی است که در تلاش است تا به روشن‌ضمیری کاملِ یک بودا دست یابد. این برداشت را می‌توان در متون تفسیری تراوادا مانند بودهاوامسه، چریاپیتکه و ویسودهی‌مگه نیز یافت.
در سنت تراوادا چنین باور دارند که فردی که به‌راستی آرزومندِ رسیدن به مقام بودایی است، باید این هدف را از سوی یک بودا نیز تأیید دریافت کند؛ یعنی بودایی که در دوران او زندگی می‌کند به او می‌گوید که در آینده به مقام بودا خواهد رسید. مسیر پیش روی چنین بوداپیشه‌ای بسیار طولانی است: راهی است برای کمال‌بخشی به خود که ممکن است میلیاردها سال و زندگی‌های بسیار به‌طول انجامد. آخرین زندگی پیش از رسیدن به مقام بودا، در بهشت توشیتا می‌گذرد.
جاتکه‌ها در سده‌های پالی، روایت‌هایی هستند از زندگی‌های پیشین بودا، زمانی که او بوداسف بود و در تلاش برای کمال‌بخشی به پارامی‌ها (ویژگی‌های اخلاقی برتر) بود. در این روایت‌ها، بوداسف گاه به‌شکل انسان، گاه حیوان و گاه ایزد ظاهر می‌شود. در برخی از این داستان‌ها، بوداسف از پنج دستور پایهٔ اخلاقی پنج پرهیز یکی را زیر پا می‌گذارد؛ با این حال، هیچ‌گاه مرتکب دروغ‌گویی نمی‌شود. بعضی از این روایت‌ها بسیار کهن‌اند و حتی به دوران پیشابودایی بازمی‌گردند، اما برخی دیگر نسبتاً نو هستند و پس از درگذشت یا پَری‌نیروانه بودا پدید آمده‌اند.
واژهٔ بوداسف تنها برای اشاره به کسی به‌کار می‌رود که در پی رسیدن به روشن‌ضمیریِ یک بودا است، نه کسی که به روشن‌ضمیری در مقام یک شاگرد (یعنی آرهانت یا ارجمند) دست می‌یابد. برای نمونه، آجان مَن، راهب مشهور جنگلی در تایلند در نیمهٔ نخست سدهٔ بیستم، بوداسفی بود که وقتی دریافت برای رسیدن به بودایی چقدر باید رنج بکشد و چه مدت طولانی‌ای در پیش دارد، تصمیم گرفت مسیر بوداپیشگی را رها کرده و در پی رسیدن به مقام آرهانت باشد؛ مقامی که در همان زندگی نیز بدان دست یافت. برای رسیدن به آرهانت بودن، لازم نیست فرد در همهٔ ویژگی‌های اخلاقی کامل باشد. آرهانت نیز مانند بودا به پایان رنج می‌رسد، اما برای رسیدن به این پایان، نیازمند راهنماییِ بوداست تا مفهوم رهایی و چگونگی دستیابی به آن را بفهمد.
در تایلند، بسیاری باور دارند که پادشاه کشور یک بوداسف است. همچنین دربارهٔ برخی راهبان برجسته و محترم این کشور نیز چنین گمان می‌رود که آنان بوداسف‌اند. بوداسفی که در حال حاضر از همه به مقام بودا نزدیک‌تر است، مایتریه است؛ بودای آینده که هنوز نیامده است.

## مهایانه: بوداسف
پس از پیدایش و گسترش مهایانه (واژهٔ مهایانه در زبان سانسکریت به معنای «ارابهٔ بزرگ» است)، اصطلاح «بوداسف» (Bodhisattva) معنایی تازه یافت. در نوشته‌های آغازینِ مهایانه، دو واژهٔ «ارهت» (در سانسکریت همان آرهانت در زبان پالی) و «بوداسف» به صورت متضاد به‌کار رفتند. در اینجا بوداسف دیگر فقط به معنای فردی نبود که به سوی روشنی (روشن‌ضمیری) پیش می‌رود؛ بلکه او به معنای «موجود روشنگر» نیز هست، کسی که فعالانه به دیگران کمک می‌کند تا در مسیر رسیدن به روشن‌ضمیری کامل گام بردارند. این برداشت تازه را می‌توان در «سورهٔ نیلوفر» (لوتوس سوترا) و «اَوتَمْسَکه سوترا» یافت که در نخستین سده‌های میلادی پدید آمده‌اند.
برداشت تازه‌ای که بوداسف را همچون راهنمایی برای دیگران تصویر می‌کند، بعدها تا آنجا گسترش یافت که حتی اشیای بی‌جان نیز مانند دود بخور صبحگاهی که از نیایشگاه برمی‌خیزد، همچون بوداسفی دیده شدند که به هدایت معنوی نیایشگران یاری می‌رسانند.
مسیر بوداپیشگی از سطح یک انسان عادی آغاز شده و به مرتبه‌ای وصف‌ناشدنی ختم می‌شود که در آن جز ویژگی‌های بودا چیزی باقی نمی‌ماند. در دیدگاه مهایانه، از آنجا که بودا همهٔ ویژگی‌های نیک را داراست، تجلی این ویژگی‌ها که همان بوداسف‌ها هستند نیز بی‌شمارند. در آغاز مسیر، فرد تصمیم می‌گیرد که بودهی‌چیتا را در وجود خود پرورش دهد؛ بودهی‌چیتا حالت دائمیِ ذهن است که برای رسیدن به مقام بودایی و سودرساندن به دیگران شکل می‌گیرد.
گاهی گفته می‌شود بوداسف حتی در بالاترین مرحلهٔ روشن‌ضمیری، روشنی خود را به تأخیر می‌اندازد تا بتواند به موجودات دیگر یاری برساند. اما برخی نوشته‌های مهایانه این را نادرست می‌دانند. این نوشته‌ها می‌گویند که روشنی از پیش درون همه موجودات وجود دارد. همه موجودات دارای «طبیعت بودایی» هستند؛ تنها باید آن را آشکار و تحقق بخشید. وقتی بوداسفی به این تحقق دست می‌یابد، درمی‌یابد که «در حقیقت هیچ چیزی برای به‌دست‌آوردن وجود ندارد.»
مسیر بوداسف در متنی از «اوتَمْسَکه سوترا» که «ده مرحله» نام دارد به تفصیل شرح داده شده است. در بخشی دیگر از همین سوترا، ۵۲ مرحله از مسیر بوداپیشگی که در مهایانه بسیار پرطرفدار است شرح داده شده است. در این متن، جوانی به نام «سودهَنه» با ۵۲ استاد معنوی دیدار می‌کند تا سرانجام به مقصد نهایی برسد. در پایان جست‌وجوهایش او همچنان یک جوان باقی مانده است؛ این نکته نشان‌دهندهٔ آن است که زمان در فضای افسانه‌ای و اسطوره‌ای داستان اهمیتی ندارد. در پایان این سوترا، سودهَنه دیگران را دعوت می‌کند تا به سرزمین او بیایند و مسیر دستیابی به مقام بودا را بپیمایند.

### بوداسف‌های مشهور
«بوداسفِ بزرگِ مهرورزی»، که در هند به نام اَوَلُوکیتِشْوَره، در تبت به نام چِنرِزیگ، در چین به نام گوان‌یین و در ژاپن به نام کانون شناخته می‌شود. تبتی‌ها باور دارند که دالایی لاما نمایندهٔ جسمانیِ چِنرِزیگ است.
منجوشری، بوداسفِ خِرَد بزرگ
سَمَنتَبَدْرَه، بوداسفِ کنشِ کامل – منجوشری و سمنتبدره اغلب در دو سوی بودای شاکیه‌مونی تصویر می‌شوند. در آیین وَجرَیانه و سنت‌هایی که اوتمسکه سوترا را متن راهنمای خود می‌دانند، این دو بوداسف در کنار «وایروچَنَه بودا» (بودایی که نماد اصل بودایی یا بودای نخستین است) قرار می‌گیرند.
مَهاسْتاماپرَپْته، بوداسفِ نیروی پایدار (استقامت بزرگ) که در زبان چینی «داشیجی» نام دارد، همراه با گوان‌یین در کنار بودای سرزمین پاک غربی، آمیتابه بودا، قرار گرفته است.